# Kosovo KS23
Kosovo KS23 är den 23:e Svenska Kontingenten i Kosovo; en fredsbevarande enhet som Sverige skickat till Kosovo inom ramen för KFOR. Förbandet sätts upp av Livgardet (LG). KS23 avlöste KS22 april 2011, och grupperar inne på KFOR:s högkvarters camp Camp Film City.

## Förbandsdelar
- Kontingentschef: Övlt Anders Stach
- NSE: